# (3449) Эйбелл
(3449) Эйбелл (англ. Abell) — небольшой астероид главного пояса, открытый 7 ноября 1978 года астрономами Паломарской обсерватории Элеанорой Хелин и Шелте Басом. Назван в честь видного американского астронома и популяризатора астрономии Джорджа Эйбелла (1927—1984), известного исследованиями скоплений галактик и планетарных туманностей.

Орбита астероида Эйбелл и его положение в Солнечной системе